# 官渡区
官渡区（かんとく）は中華人民共和国雲南省昆明市に位置する市轄区。

## 歴史
官渡に初めて行政区が設置されたのは前109年（元封2年）、滇王が前漢に帰順し24県が設置された時にさかのぼる。このとき設置された穀昌県が現在の官渡県に相当すると考えられ、宋末まで穀昌の地名が使用された。
元代になると1275年（至元12年）に善州が設置されると昆明及び官渡県が設置され、後に官渡県は昆明県に編入され清末まで官渡は堡名として使用されていたに過ぎなかった。解放初期は一区から七区とされていたが、1956年に五区が官渡区と改称され、翌年には板橋区が官渡区に統合、更に1959年には竜泉区も統合され現在に至る。

## 行政区画
12街道を管轄する。
- 関上街道、太和街道、呉井街道、金馬街道、小板橋街道、官渡街道、矣六街道、六甲街道、大板橋街道、阿拉街道、長水街道、小哨街道
- 昆明経済技術開発区

## 交通

### 航空
- 昆明長水国際空港

### 鉄道
- 中国国家鉄路集団
  - 元昆線

（成都方面）- 昆明駅
  - 滬昆線

昆明駅 - 昆明東駅 - 金馬村駅 - 小哨駅 -（貴陽方面）
  - 南昆線

昆明駅 - 昆明東駅 - 羊堡駅 -（南寧方面）
- 昆明軌道交通
  - ■1号線

環城南路駅 - 昆明火車站駅 - 福徳駅 - 日新路駅 - 巫家壩駅 - 昌宏西路駅 - 暁東村駅 - 珥季路駅 - 星耀路駅 - 新亜洲体育城駅 - 南部汽車站駅 -
  - ■2号線

- 塘子巷駅 - 環城南路駅
  - ■3号線

- 大樹営駅 - 金馬寺駅 -
  - ■5号線
  - ■6号線

- 大板橋駅 - 機場前駅 - 機場中心駅

### 道路
- 高速道路
  - 杭瑞高速道路
  - 滬昆高速道路
  - 汕昆高速道路
  - 広昆高速道路
  - 渝昆高速道路
  - 昆明環状高速道路
  - 昆磨高速道路
  - 空港高速道路
- 国道
  - G213国道
  - G320国道
  - G324国道